# Raimon Noguera i de Guzman
Raimon Noguera i de Guzman   (Barcelona, 9 de gener de 1897 - Barcelona, 19 de maig de 1990) fou un jurista català.

## Biografia
Es llicencià en dret a la Universitat de Barcelona el 1917; el 1922 va aprovar les oposicions de notari, i després d'exercir a Ponferrada i Castelló de la Plana exercí a Barcelona des del 1935 fins a la seva jubilació el 1972. Abans de la guerra civil espanyola particià a les tertúlies de l'Ateneu Barcelonès.
Ha estat arxiver i degà del Col·legi de Notaris de Catalunya el 1966-1968, i durant la guerra va tenir cura que no fossin destruïts. Destaca la seva feina d'ordenació i investigació històrica dels arxius notarials catalans, especialment el de Barcelona. Posteriorment participà en la reforma de la Llei hipotecària de 1944, la Llei de redempció de censos de 1945, el Decret vigent sobre els arxius de protocols del mateix any i la Llei de fundacions privades de Catalunya de 1982.
Fou membre de l'Acadèmia de Jurisprudència i Legislació de Catalunya i de l'Institut d'Estudis Catalans. Ha estat promotor i assessor jurídic de moltes institucions i fundacions culturals, amic de Jaume Vicens i Vives, Josep Maria de Sagarra i Josep Pla. L'any 1976 va crear la Fundació Noguera.
L'any 1972 fou guardonat amb la Medalla d'Or de la Ciutat de Barcelona, l'any 1981 amb la Creu de Sant Jordi i l'any 1988 li fou concedida la Medalla d'Or de la Generalitat de Catalunya.

## Obres
- Privilegis i Ordenances dels Notaris de Barcelona
- Els Notaris de Barcelona al segle XVIII
- La doble redacció dels antics documents notarials a Catalunya
- De l'emfiteusi a l'emfiteusi

## Premis i reconeixements
- L'any 1972 rep la Medalla d'Or de la Ciutat de Barcelona.
- L'any 1988 rep el Premi Ocell Solar de la Fundació Miró.
- L'any 1988 rep la Medalla d'Or de la Generalitat de Catalunya[1]

## Fons personal
El seu fons personal es conserva a l'Arxiu Nacional de Catalunya. El fons conté la documentació generada i rebuda per Raimon Noguera i Guzman que inclou documentació personal i familiar, correspondència, i especialment documentació relacionada amb la seva activitat professional vinculada a l'administració de justícia (estudis jurídics, dictàmens, discursos, legislació). Destaca, a més, la documentació produïda en funció de la seva activitat com a assessor jurídic de diverses institucions i fundacions culturals (Fundació Pau Casals, Fundació Joan Miró, Fundació Jaume Bofill, Biblioteca de Catalunya, Congrés de Cultura Catalana, etc.) i la documentació referent al Col·legi de Notaris de Catalunya i a l'Arxiu Històric de Protocols de Barcelona. Finalment, reuneix una col·lecció interessant de monografies i de publicacions periòdiques sobre temàtica jurídica.